# Udvardy Jenő
Udvardi és básthi Udvardy Jenő Farkas Imre (Zalaegerszeg, 1880. szeptember 26. – Zalaegerszeg, 1941. november 21.) jogász, magyar királyi kormányfőtanácsos, a zalaegerszegi ügyvédi kamara elnöke, Zalaegerszeg megyei város tiszti főügyésze, a Zala vármegye közigazgatási bizottságának és a nemesi választmányának a tagja, a Zalaegerszegi Uri Kaszinó elnöke, a zalaegerszegi Munkás és Betegsegélyző Egylet elnöke, a Vármegyei takarékpénztár Rt. ügyésze és igazgatóságának tagja, a legitimista zalamegyei Magyar Férfiak Szentkorona Szövetségének az alapító elnöke volt. Felesége boldogfai Farkas Margit (1888–1972), földbirtokos, a zalamegyei Magyar Nők Szentkorona Szövetségének az ügyvezető elnöke, a Göcseji Egyesület társelnöke.

## Élete

### Családja és származása

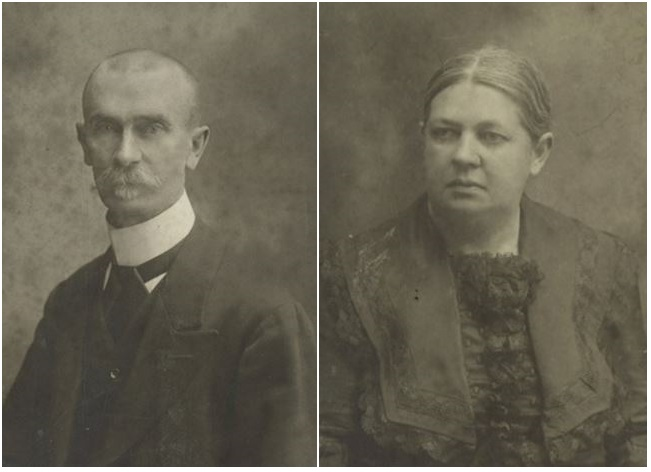
Udvardi és básthi Udvardy Vince (1854-1922), a zalaegerszegi állami főgimnáziumi tanára, városi képviselő-testületnek a tagja, és felesége, strauszenberghi Strausz Borbála (1861-1952), Udvardy Jenő szülei

Udvardy Jenő az ősrégi régi római katolikus nemesi származású udvardi és básthi Udvardy családban született. Édesapja udvardi és básthi Udvardy Vince (1854-1922), városi képviselő-testületnek a tagja, a zalaegerszegi állami főgimnáziumi tanára, Zala vármegye törvényhatósági bizottságnak a tagja, édesanyja a nagylengyeli földbirtokos nemesi származású strauszenberghi Strausz családból való strauszenberghi Strausz Borbála Margit (1861-1952) úrnő volt. Apai nagyszülei Udvardy Vince (1819-†?), aki majd árendásként, azaz haszonbérlőként került Dadra, Komárom megyébe, és Hoffmann Anna voltak. Anyai nagyszülei strauszenberghi Strausz Sándor (1831-1922), Zala vármegye bizottsági tag, zalai esküdt, körjegyző, a zalamegyei gazdakör tagja, nagylengyeli birtokos, és a tekintélyes Zala megyei nemesi boldogfai Farkas család sarja, boldogfai Farkas Krisztina (1837-1883) úrnő voltak; Strausz Sándorné Farkas Krisztina szülei boldogfai Farkas Ferenc (1779–1844), jogász, táblabíró, földbirtokos, és Joó Borbála (1811–1881) asszony voltak. Udvardy Jenő apai dédszülei udvardi és básthi Udvardy József (1776-1831), a gróf Esterházy család pápai uradalmi ispánja (spanus dominalis), majd a tatai uradalmi tiszttartója (provisor dominalis), és paari Toronyossy Rozália (1778–1844) asszony voltak.
Udvardy Jenő nagybátyja udvardi és básthi Udvardy Ignác (1848-1920), állami kereskedelmi iskolai igazgató Zalaegerszegen, aki jelentős társadalmi szerepet töltött be a városban. Ennek az Ignácnak a fia, Udvardy Ignác Ödön (1887-1961) festőművész, aki egyben Udvardy Jenő unokatestvére volt. Udvardy Jenő keresztszülei: az anyai nagybátyja strauszenberghi Strausz Farkas (1863–1946), MÁV főellenőr, nagylengyeli birtokos, valamint a majdani anyósa a nemesi származású nemesvitai Viosz családból való nemesvitai Viosz Mária (1863-1935) kisasszony, aki később férjhez ment boldogfai Farkas Imre (1860-1895) hagyárosi földbirtokoshoz; ugyanakkor keresztszülei is voltak apja unokatestvére udvardi és básthi Udvardy Gyula (1856–1898), veszprémi uradalmi ispán, valamint anyai nagynénje strauszenbergi Strausz Erzsébet (1859–1930) nagylengyeli földbirtokos kisasszony, a majdani Parragh Gyula (1851–1928) balatonkenesei postamester neje is. Apai nagyapjának a bátyja udvardi és básthi Udvardy Ignác (1810-1874), teológus, veszprémi kanonok, egyházi író volt. Anyai nagyanyának az öccse, boldogfai Farkas Ferenc (1838-1908) Zala vármegye számvevője, pénzügyi számellenőre, andráshidai birtokos volt. Udvardy Jenőnek volt még egy fivére, udvardi és básthi dr. Udvardy Imre (1882-1908), jogász, szolgabíró, a zalamegyei Függetlenségi és Negyvennyolcas Párt jegyzője, és egy húga, bozzai dr. Bozzay Jenőné udvardi és básthi Udvardy Rafaella (1887-1987) úrnő, a Nemzetvédelmi Kereszt tulajdonosa.

### Társadalmi és politikai pályafutása

Dr. udvardi és básti Udvardy Jenő (1880–1941) kormány-főtanácsosné boldogfai Farkas Margit (1888–1972)

Középiskolai tanulmányokat Zalaegerszegen végezte. Budapesten ügyvédi oklevelet szerzett. 1905. január 5-én a Király dr. Udvardy Jenőt tartalékos honvéd hadnaggyá nevezte ki. Dr. Udvardy Jenőt a székesfehérvári kerületben ezúttal egyedül nevezte ki hadnagynak, mert szolgálati éve alatt társai között mindig első volt és a tiszti vizsgát is kitűnő eredménnyel tette le. 1906. augusztusában megnyitotta az ifjú ügyvéd az irodáját a zalaegerszegi Kossuth utcában a szülei lakásában. Hosszú ideig együtt dolgozott az ügyvédi irodájában a társával, dr. bozzai Bozzay Jenő (1878–1971) ügyvéd úrral, aki egyben a sógora is volt. 1914. április 19.-én az Országos Ügyvédszövetség alakította zalaegerszegi osztályát, amelynek a pénztárosává Udvardy Jenőt választották meg. Udvardy ismert és tisztelt polgára volt Zalaegerszegnek, az ottani gimnázium igazgatója, a kaszinó elnöke és fontos szerepet játszott a helyi katolikus életben is. Híres volt feleségével együtt vendéglátása miatt és nagy magán könyvtára miatt, valamint a sokféle műkincsek gyűjtő szenvedélye miatt. 1917. szeptemberében dr. Udvardy Jenő ügyvédet felsőpataki Bosnyák Géza zalai főispán vármegyei tisztiteletbeli főügyésszé nevezte ki.
1918 decemberében, a Károlyi Mihály-kormány leváltotta a régi tisztikart, felsőpataki Bosnyák Géza zalai főispánt is beleértve; megalakították a 38 fős vármegyei központi választmányt, amelynek az egyik tagja Udvardy Jenő volt. 1919. április 21-én a kommunista Tanácsköztársaságot próbálta megbuktatni az úgynevezett konzervatív Alsólendvai ellenforradalom, melynek a szervezője Fangler Béla, zalai jogász volt. Udvardy Jenő bekapcsolódott a mozgalomba, majd ennek a leleplezése után idézték, letartoztatták, azonban nem börtönözték be.
1928. január 8.-án Serédi Jusztiniánt XI. Piusz pápa püspökké szentelte fel Rómában; a nagy eseményben Udvardy Jenő főügyész Zala vármegyét képviselte. 1928. március 21.-én megválasztották a Zalaegerszegi Ügyvédi Kamara elnökévé; a tisztséget élete végéig töltötte be. 1929. augusztus 19.-én jelent meg, hogy a Kormányzó adományozta Udvardy Jenőnek  a magyar királyi kormányfőtanácsosi címet a közélet terén szerzett érdemel elismeréséül.
1931-ben kísérletet tett a Zalai Élet című sport, szépirodalmi társadalmi hetilap megjelenítésével, azonban csak egy évig élt a munkája, amibe az összes energiáját és pénzét befektette (ezután évtizedekig nem lesz Zala megyében kulturális hetilap). 1937. augusztus 28.-án, Udvardy Jenő kormányfőtanácsost, a helyi közgyűlés Nagylengyel község díszpolgárává választotta. A díszpolgárrá választás tulajdonképpen Nagylengyel község válasza volt a nyilasoknak: Dr. Udvardy Jenő a zalaegerszegi hősök szobrának leleplezésén az ünnepi beszédet mondott és élénken kikelt a nyilaskeresztesek ellen, akik a zalai falvakban "Dicsértessék" helyett "Bátorság"-ot köszöntenek. Udvardyt, néhány nappal ezelőtt az elkobzott Bátorság című lapban a nyilas pártiak hevesen támadták és erre Nagylengyel mintegy feleletként díszpolgárrá választotta az ügyvédet és a képviselőtestület egyhangúlag leszögezte, hogy a támadásokkal szemben azonosítja magát a dr. Udvardy által elmondottakkal. A zalai ügyvédi kamara elítélte az elnökét ért nyilas támadást. Az ügyvédi kamara akkor foglalkozott a támadással és elhatározta, hogy testületileg tiszteleg elnökénél és ragaszkodásáról biztosította őt.
1938. február 21.-én megalakult a legitimista Magyar Férfiak Szentkorona Szövetsége zalamegyei helyi csoportja Zalaegerszegen, amelynek az elnöke Udvardy Jenő lett; az egyesület ellenőre Fangler Gyula (1881–1945), zalaegerszegi fűszerkereskedő, a Zalaegerszegi Kereskedelmi Kör elnöke, a Zalamegyei Kereskedők Kör tagja, a zalaegerszegi katolikus hitközség képviselőtestületének és a Katolikus Férfiliga tanácsának a tagja volt. A Magyar Férfiak Szentkorona Szövetségének zalaegerszegi alakuló gyűlése, mint ismeretes, elhatározta, hogy hódolattal üdvözli Ottó királyt és az üdvözlést Udvardy Jenő dr. elnök juttatta el Steenockerzeelbe. A király megbízásából Széchenyi Móric gróf Belgiumból a következő köszönő levelet intézte Udvardy Jenő dr.-hoz: "Méltóságos Uram! Királyunk őfelsége élénk érdeklődéssel és őszinte örömmel vette tudomásul, hogy a Magyar Férfiak Szentkorona Szövetségének Zalaegerszegen is létesült szervezete. Őfelsége örömmel fogadta a megalakulás alkalmából küldőit üdvözleteiket és hódolatnyilvánitásaikat és megbízni kegyeskedett engem, hogy értük a legőszintébb köszönetét tolmácsoljam. Felséges Urunk szívből kívánja, hogy az Úristen áldása kísérje a szervezet hazafias munkáját." Udvardy Jenő feleségével együtt élete végig royalista elképzelésekkel élt; Udvardy Jenőné boldogfai Farkas Margit ügyvezető elnöke volt a zalamegyei Magyar Nők Szentkorona Szövetségének, majd annak az egyesületnek az elnöke lett.
1941-ben gróf Teleki Béla zalai főispánnál tiltakozott, amikor a izraelita származású tagokat akarták kizárni a Zalaegerszegi kaszinóból. Felháborodásában, udvardi és básthi dr. Udvardy Jenő, a volt kaszinó elnöke, nem engedett megkülönböztetést tenni a kaszinó tagok között és azonnal a főispánhoz fordult; ez azonban hiábavaló volt. A tiltakozó Udvardy Jenőt gróf Teleki Béla zalai főispánt presszionálta, hogy az indítványt elfogadják, és azzal fenyegette, hogy ha a tárgyaláson elakadna, a kaszinót feloszlatná.
Udvardy Jenő közeli baráti kapcsolatot tartott felesége rokonaival, boldogfai dr. Farkas István (1875-1921) sümegi főszolgabíróval, boldogfai dr. Farkas Tibor országgyűlési képviselővel, valamint dr. Thassy Kristóf (1887-1959) országgyűlési képviselővel, és a felsőpataki Bosnyák, a Fangler, és Csertán családdal is. Udvardy Jenő anyja révén rokona volt strauszenberghi Strausz Flórián (1863–1952) római katolikus pap, pápai prelátus, alsólendvai esperes, valamint strauszenberghi Strausz Antal (1872–1935), veszprémi kanonok, zsinati bíró, zalai főesperes, bői címzetes prépost is.
1941. március 28-án, Udvardy Jenő gépkocsival utazott barátjával, dr. Terbócz Miklóssal és autóbalesetet szenvedtek; Sümeg és Tapolca között gépkocsi egyik első kerekének gumija kilyukadt, a kocsi az árokba csúszott és felborult, utasai a kocsi alá kerültek. Az Udvardy Jenő dr. bordatörést és fejsérüléseket, Terbócz dr. mellkaszúzódást, láb- és fejsérülést szenvedett. A zalaegerszegi kórházba szállították őket; hamarosan hazaengedték és tovább tevékenykedett munka és társadalmi ügyekben. A már hosszabb idő óta vesebajban szenvedő gyenge egészségű Udvardy Jenő állapota ezután a baleset után nem javult. Sosem épült fel teljesen, baja vesezsugorodássá fajult; 8 hónappal a baleset után, 1941. november 21-én este 11 órakor hunyt el Zalaegerszegen.
"Udvardy Jenő nemcsak a zalai, hanem az egész ország ügyvédségének dísze, a keresztény Magyarországnak reprezentánsa, hazájának hű polgára, egyházának rendíthetetlen híve volt, aki egész életén át csak jót cselekedett. Tetteiben él közöttünk. Az ő szelleme vezérelje Utódját."

## Házassága

A boldogfai Farkas család címere.

1907. február 24.-én vasárnap dr. Udvardy Jenő zalaegerszegi ügyvéd tartotta eljegyzési ünnepélyét a boldogfai Farkas család sarjával, boldogfai Farkas Margit úrleánnyal. 1907. november 10.-én Alsóbagodban feleségül vette boldogfai Farkas Margit Gabriella Rozália (*Hagyáros, 1888. február 24. -† Zalaegerszeg, 1972. április 1.) úrleányt. Udvardy Jenőné boldogfai Farkas Margit szülei boldogfai Farkas Imre (1860-1895), hagyárosi földbirtokos, és nemesvitai Viosz Mária (1863-1935) asszony voltak. Farkas Margit apai nagyszülei boldogfai Farkas Imre (1811–1876), a zalaegerszegi járás főszolgabírója, földbirtokos, és Horváth Alojzia (1831–1919) voltak; anyai nagyszülei nemesvitai Viosz Lajos (1836–1869), andráshidai földbirtokos, és a nemesnépi Marton családból való nemesnépi Marton Zsófia (1842–1900) voltak. Udvardy Jenő Farkas Margittal állt rokonságban, hiszen Udvardy Jenő anyai nagyanya strauszenberghi Strausz Sándorné boldogfai Farkas Krisztina (1837-1883) volt. Apai ágon elsőfokú unokatestvérei: boldogfai Farkas Kálmán (1880–1944), zalaszentgróti főszolgabíró, felsőbagodi földbirtokos, boldogfai dr. Farkas Tibor (1883–1940), jogász, országgyűlési képviselő, huszárkapitány, alsóbagodi földbirtokos, és boldogfai Farkas Dénes (1884–1973), országgyűlési képviselő, földbirtokos voltak. Az esküvőn a tanúk boldogfai Farkas József (1857–1951), országgyűlési képviselő, földbirtokos, és nemesvitai Viosz Ferenc (1861–1918), nagykanizsai főszolgabíró voltak. Udvardy Jenő és Farkas Margit házassága gyermektelen volt.

## Származása
| udvardi és básthi dr. Udvardy Jenő (*Zalaegerszeg, 1880. szeptember 26. – †Zalaegerszeg, 1941. november 21.) magyar királyi kormányfőtanácsos, a zalaegerszegi ügyvédi kamara elnöke, Zalaegerszeg megyei város tiszti főügyésze, a zalamegyei Magyar Férfiak Szentkorona Szövetségének az alapító elnöke. | Apja: udvardi és básthi Udvardy Vince (*Füle, Fejér vármegye, 1854. szeptember 6. – †Zalaegerszeg, 1922. október 6.) Zalaegerszeg városi képviselő-testületnek a tagja, a zalaegerszegi állami főgimnáziumi tanára, a "Zalamegyei Gazdasági Egyesület" pénztárnoka | Apai nagyapja: udvardi és básthi Udvardy Vince Miklós (*Pápa, 1819. december 7. –†?) földbirtok haszonbérlő Dadon, Komárom vm.-ben                                                      | Apai nagyapai dédapja: udvardi és básthi Udvardy József (*Bicske, 1776. augusztus 6.– †Tata, 1831. február 14.), a gróf Esterházy család pápai uradalmi ispánja (spanus dominalis), majd a tatai uradalmi tiszttartója (provisor dominalis) (Szülei: udvardi és básthi Udvardy Ferenc, a tatai Esterházy család uradalmi pénztárnoka (perceptor dominalis), majd számtartója (rationista dominalis), és vásárhelyi Deáky Terézia) |
| udvardi és básthi dr. Udvardy Jenő (*Zalaegerszeg, 1880. szeptember 26. – †Zalaegerszeg, 1941. november 21.) magyar királyi kormányfőtanácsos, a zalaegerszegi ügyvédi kamara elnöke, Zalaegerszeg megyei város tiszti főügyésze, a zalamegyei Magyar Férfiak Szentkorona Szövetségének az alapító elnöke. | Apja: udvardi és básthi Udvardy Vince (*Füle, Fejér vármegye, 1854. szeptember 6. – †Zalaegerszeg, 1922. október 6.) Zalaegerszeg városi képviselő-testületnek a tagja, a zalaegerszegi állami főgimnáziumi tanára, a "Zalamegyei Gazdasági Egyesület" pénztárnoka | Apai nagyapja: udvardi és básthi Udvardy Vince Miklós (*Pápa, 1819. december 7. –†?) földbirtok haszonbérlő Dadon, Komárom vm.-ben                                                      | Apai nagyapai dédanyja: paari Toronyossy Rozália (*Tata, 1778. augusztus 21.– †Tata, 1844. június 24.) (Szülei: paari Toronyossy József, táblabíró, a gróf Esterházy család tatai uradalmi számvevője (exactor dominalis), és kistapolcsányi Tapolcsányi Magdolna) |
| udvardi és básthi dr. Udvardy Jenő (*Zalaegerszeg, 1880. szeptember 26. – †Zalaegerszeg, 1941. november 21.) magyar királyi kormányfőtanácsos, a zalaegerszegi ügyvédi kamara elnöke, Zalaegerszeg megyei város tiszti főügyésze, a zalamegyei Magyar Férfiak Szentkorona Szövetségének az alapító elnöke. | Apja: udvardi és básthi Udvardy Vince (*Füle, Fejér vármegye, 1854. szeptember 6. – †Zalaegerszeg, 1922. október 6.) Zalaegerszeg városi képviselő-testületnek a tagja, a zalaegerszegi állami főgimnáziumi tanára, a "Zalamegyei Gazdasági Egyesület" pénztárnoka | Apai nagyanyja: Hoffmann Anna (*Szár, 1824. szeptember 30.–†?) | Apai nagyanyai dédapja: Hoffmann Mátyás (*Szár, 1805. március 25.– †Szár,1866. október 2.) telkesgazda Száron. (Szülei: Hoffmann Gáspár és Stiberin Borbála) |
| udvardi és básthi dr. Udvardy Jenő (*Zalaegerszeg, 1880. szeptember 26. – †Zalaegerszeg, 1941. november 21.) magyar királyi kormányfőtanácsos, a zalaegerszegi ügyvédi kamara elnöke, Zalaegerszeg megyei város tiszti főügyésze, a zalamegyei Magyar Férfiak Szentkorona Szövetségének az alapító elnöke. | Apja: udvardi és básthi Udvardy Vince (*Füle, Fejér vármegye, 1854. szeptember 6. – †Zalaegerszeg, 1922. október 6.) Zalaegerszeg városi képviselő-testületnek a tagja, a zalaegerszegi állami főgimnáziumi tanára, a "Zalamegyei Gazdasági Egyesület" pénztárnoka | Apai nagyanyja: Hoffmann Anna (*Szár, 1824. szeptember 30.–†?) | Apai nagyanyai dédanyja: Hetzmann Marianna (*Szár, 1798. október 20.– †Szár, 1828. október 17.) (Szülei: Hetzmann Károly és Anna Mária) |
| udvardi és básthi dr. Udvardy Jenő (*Zalaegerszeg, 1880. szeptember 26. – †Zalaegerszeg, 1941. november 21.) magyar királyi kormányfőtanácsos, a zalaegerszegi ügyvédi kamara elnöke, Zalaegerszeg megyei város tiszti főügyésze, a zalamegyei Magyar Férfiak Szentkorona Szövetségének az alapító elnöke. | Anyja: strauszenbergi Strausz Borbála Margit (*Nagylengyel, 1861. június 14.– †Zalaegerszeg, 1952. április 19.) | Anyai nagyapja: strausszenbergi Strausz Sándor (*Lesencetomaj, 1831. március 16. – †Ormándlak, 1922. február 2.), Zala vármegye bizottsági tag, zalai esküdt, nagylengyeli földbirtokos | Anyai nagyapai dédapja: strausszenbergi Strausz Ferenc (1801.–†Nagylengyel, 1853. március 18.) nagylengyeli földbirtokos |
| udvardi és básthi dr. Udvardy Jenő (*Zalaegerszeg, 1880. szeptember 26. – †Zalaegerszeg, 1941. november 21.) magyar királyi kormányfőtanácsos, a zalaegerszegi ügyvédi kamara elnöke, Zalaegerszeg megyei város tiszti főügyésze, a zalamegyei Magyar Férfiak Szentkorona Szövetségének az alapító elnöke. | Anyja: strauszenbergi Strausz Borbála Margit (*Nagylengyel, 1861. június 14.– †Zalaegerszeg, 1952. április 19.) | Anyai nagyapja: strausszenbergi Strausz Sándor (*Lesencetomaj, 1831. március 16. – †Ormándlak, 1922. február 2.), Zala vármegye bizottsági tag, zalai esküdt, nagylengyeli földbirtokos | Anyai nagyapai dédanyja: Vitmájer Erzsébet |
| udvardi és básthi dr. Udvardy Jenő (*Zalaegerszeg, 1880. szeptember 26. – †Zalaegerszeg, 1941. november 21.) magyar királyi kormányfőtanácsos, a zalaegerszegi ügyvédi kamara elnöke, Zalaegerszeg megyei város tiszti főügyésze, a zalamegyei Magyar Férfiak Szentkorona Szövetségének az alapító elnöke. | Anyja: strauszenbergi Strausz Borbála Margit (*Nagylengyel, 1861. június 14.– †Zalaegerszeg, 1952. április 19.) | Anyai nagyanyja: boldogfai Farkas Klementina "Krisztina" (*Boldogfa, 1837. április 20. – †Nagylengyel, 1883. augusztus 15.)                                                             | Anyai nagyanyai dédapja: boldogfai Farkas Ferenc (Boldogfa, 1779. május 16. – †Boldogfa, 1844. április 16.) jogász, Zala vármegyei táblabíró, földbirtokos (Szülei: boldogfai Farkas János Zala vm.-i főjegyző, Zala vm.-i Ítélőszék elnöke, táblabíró, földbirtokos, és lovászi és szentmargitai Sümeghy Judit) |
| udvardi és básthi dr. Udvardy Jenő (*Zalaegerszeg, 1880. szeptember 26. – †Zalaegerszeg, 1941. november 21.) magyar királyi kormányfőtanácsos, a zalaegerszegi ügyvédi kamara elnöke, Zalaegerszeg megyei város tiszti főügyésze, a zalamegyei Magyar Férfiak Szentkorona Szövetségének az alapító elnöke. | Anyja: strauszenbergi Strausz Borbála Margit (*Nagylengyel, 1861. június 14.– †Zalaegerszeg, 1952. április 19.) | Anyai nagyanyja: boldogfai Farkas Klementina "Krisztina" (*Boldogfa, 1837. április 20. – †Nagylengyel, 1883. augusztus 15.)                                                             | Anyai nagyanyai dédanyja: Joó Borbála (Perenye, 1817. február 1. - †Boldogfa, 1881. március 16.) (Szülei: Joó János kőszegszerdahelyi szabómester és Lintner Helén) |